# Sant Silvestre de Serra d'Alt
Sant Silvestre de Serra d'Alt és una església romànica, del segle xii, que es troba al llogaret de la Serra de Dalt dins del municipi d'Oliola, a la comarca de la Noguera. Sovint apareix citada com a Sant Silvestre de Serralta, però tant als goigs com al Bisbat d'Urgell s'utilitza la forma Serra d'Alt. Està situada entre els masos de Monistrol i Mas d'en Pla, al nord del terme municipal, més a prop de Ponts que d'Oliola. Es tracta d'una església d'una sola nau amb absis llis i campanar de cadireta damunt la porta. És una obra inclosa a l'Inventari del Patrimoni Arquitectònic de Catalunya.

## Descripció
Es troba enmig d'uns camps al nord del Mas d'en Pla, a la serra de Dalt, l'altiplà que domina la vall del Segre a l'est de Ponts.
Es tracta d'un edifici aïllat, orientat d'est a oest, que consisteix en una església d'una sola nau, coberta amb volta de canó de perfil semicircular amb dos arcs torals i capçada a llevant per un absis semicircular precedit per un arc presbiteral. Sobre la façana de ponent hi ha un campanar d'espadanya de dos ulls d'arc de mig punt. La teulada de la nau és a doble vessant amb el carener longitudinal, mentre que la coberta de l'absis, semicònica, està coberta amb lloses de pedra. El ràfec de tot l'edifici estava format per una senzilla motllura bisellada, però amb l'última refacció de la teulada es van elevar els murs perimetrals dues filades. L'aparell constructiu és de carreus ben escairats encara que de talla irregular, disposats en filades ordenades.
L'edifici correspon a les formes constructives de finals del segle xi o principis del xii, amb alguns afegitons i reformes posteriors.
La façana de ponent conté l'únic accés, una porta sense trets que fou oberta quan la porta original, situada a la façana meridional, es va tapiar i s'hi va adossar un cos per als nínxols del cementiri adjacent al sud de l'edifici. La façana forma un capcer elevat sobre el cos de la nau i a la part superior s'hi va afegir tardanament l'espadanya de dos ulls amb els arcs formats per dues úniques dovelles. L'element més significatiu d'aquesta part de l'edifici és la finestra geminada que s'obre en el centre. Està mancada de mainell però queda emfatitzada per un reclau en el mur, més ben conservat a l'interior que a l'exterior.
A la façana sud, prop de l'extrem est, s'obre una finestra de doble esqueixada, semblant a la que s'obre al centre de l'absis. L'absis és de parament sense relleu però té un inici de decoració, en forma de sis lesenes encastades que semblen correspondre a un primer assaig de construcció, adaptada a les formes ornamentals de l'arquitectura llombarda, que no es va arribar a completar.
L'interior està completament arrebossat i pintat, segurament des que es va fer una remodelació a l'interior que va consistir en tapiar l'absis per convertir-lo en sagristia i obrir un altar buidant el mur nord. Probablement en la mateixa època es tapià la porta original en el mur meridional i es bastí l'espadanya sobre la façana de ponent.

## Història
La Serra Alta (o Serralta), al nord-est del terme d'Oliola, va pertànyer fins al segle xix a l'anomenat Terme Forà de Ponts, fins que en fou separat i agregat al d'Oliola.
La primera menció documental de l'església de Sant Silvestre data de finals del segle xi, en el testament (datat entre el 1080 i el 1100) d'Adelaida, esposa de Ponç Dalmau, en el qual llegava a Sancti Silvestri de Monte Madrona dos mancusos.
Una altra notícia rau en una escriptura del 1081 segons la qual Bernat Senmir donà a Santa Maria de la Seu tots els alous que tenia a Mont Madrona, al terme del castell de Ponts, excepte l'ecclesiam Sancti Silvestri.
No s'ha trobat altres referències a Sant Silvestre però sí al topònim antic del lloc, Mont Madrona. El 1123, Ramon Arnau va llegar al monestir de Santa Maria de Gualter les seves possessions de Monte Madrona. A partir d'aquesta data, apareix mencionat en moltes altres escriptures del segle xii.
Actualment, l'església de Sant Silvestre depèn de la parròquia de Sant Tirs d'Oliola.